# Anton Hofer (Gewerkschafter)

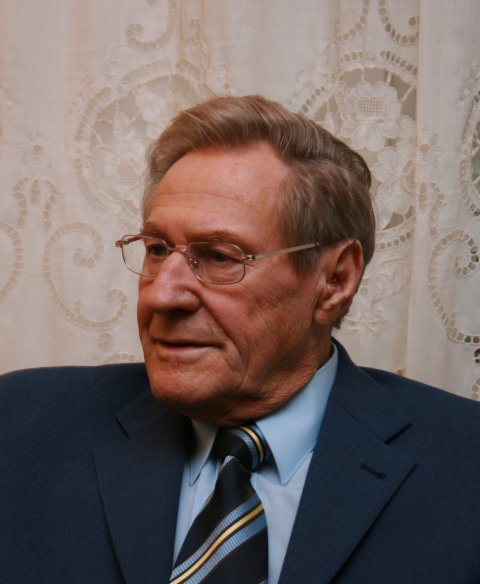
Anton Hofer

Anton Hofer (* 1. Juni 1927 in Lichtenwörth; † 14. Februar 2009 in Wien) war ein hochrangiger Gewerkschafter und österreichischer Politiker.

## Leben
Anton Hofer lernte nach der Schulzeit während des Zweiten Weltkrieges den Beruf des Flugzeugbauers und wurde Pilot. Nach dem Krieg und sowjetischer Gefangenschaft wechselte er, mangels Pilotenbedarfs, in die Erdölindustrie und wurde in der Sowjetischen Mineralöl-Verwaltung – der heutigen OMV AG – technischer Zeichner und Sprengberechtigter. Aufgrund seines Engagements zur Verbesserung und Sicherheit in den Betrieben wurde er zum Leiter des Werkschutzes berufen.
Während dieser Zeit entdeckte er auch seine große Leidenschaft für Volleyball. Zahlreiche Einsätze in der österreichischen Volleyballauswahl in den 1950er Jahren unterstreichen seinen Einsatz und sein Können.
1955 wechselte er von der Erdölindustrie in die Politik und widmete sich seither der Sozialpolitik in Österreich. In diese Epoche fällt auch sein Studium von Philosophie und Geschichte.
1964 wurde er in die Arbeiterkammer gewählt, in der er mehrere Jahrzehnte als Kammerrat tätig war. Bundesvorsitzender der Gewerkschaftlichen Einheit (GE), aus der 1974 der Gewerkschaftliche Linksblock (GLB) entstanden ist, wurde er 1970 und übte diese Tätigkeit fast 20 Jahre bis 1989 aus.
Zwischen 1971 und 1989 war er Mitglied im ÖGB-Bundesvorstand. Sein Einsatz in der Gewerkschaftsarbeit führte ihn weit über die Grenzen des Landes hinaus und brachte ihn von 1970 bis 1990 in den Generalrat des Weltgewerkschaftsbundes (WGB).
Bedingt durch seine Herzerkrankungen legte er 1990 alle seine Funktionen nieder.
Anton Hofer wurde am Friedhof Oberlaa (Gruppe 18, Nummer 158) in Wien bestattet.

## Werke
- Matzner Förderpost, Gewerkschaftlicher Linksblock, Gänserndorf, später Wien von 1958 bis 1990.
- Die Arbeit, Leopold Horak, Wien von 1968 bis 1976.
- Wehrt Euch gegen den Lohnsteuerraub, GLOBUS Verlag, Wien 1972.
- Betriebsterror – konkret, Gewerkschaftlicher Linksblock, Wien 1977.
- Gegen Sozialstopp und Sozialabbau, GLOBUS Verlag, Wien 1978.
- Stationen meines Lebens, Wien 2003.